# Boronia zeteticorum
Boronia zeteticorum är en vinruteväxtart som beskrevs av Duretto. Boronia zeteticorum ingår i släktet Boronia och familjen vinruteväxter. Inga underarter finns listade i Catalogue of Life.